# 홍천군의 지질

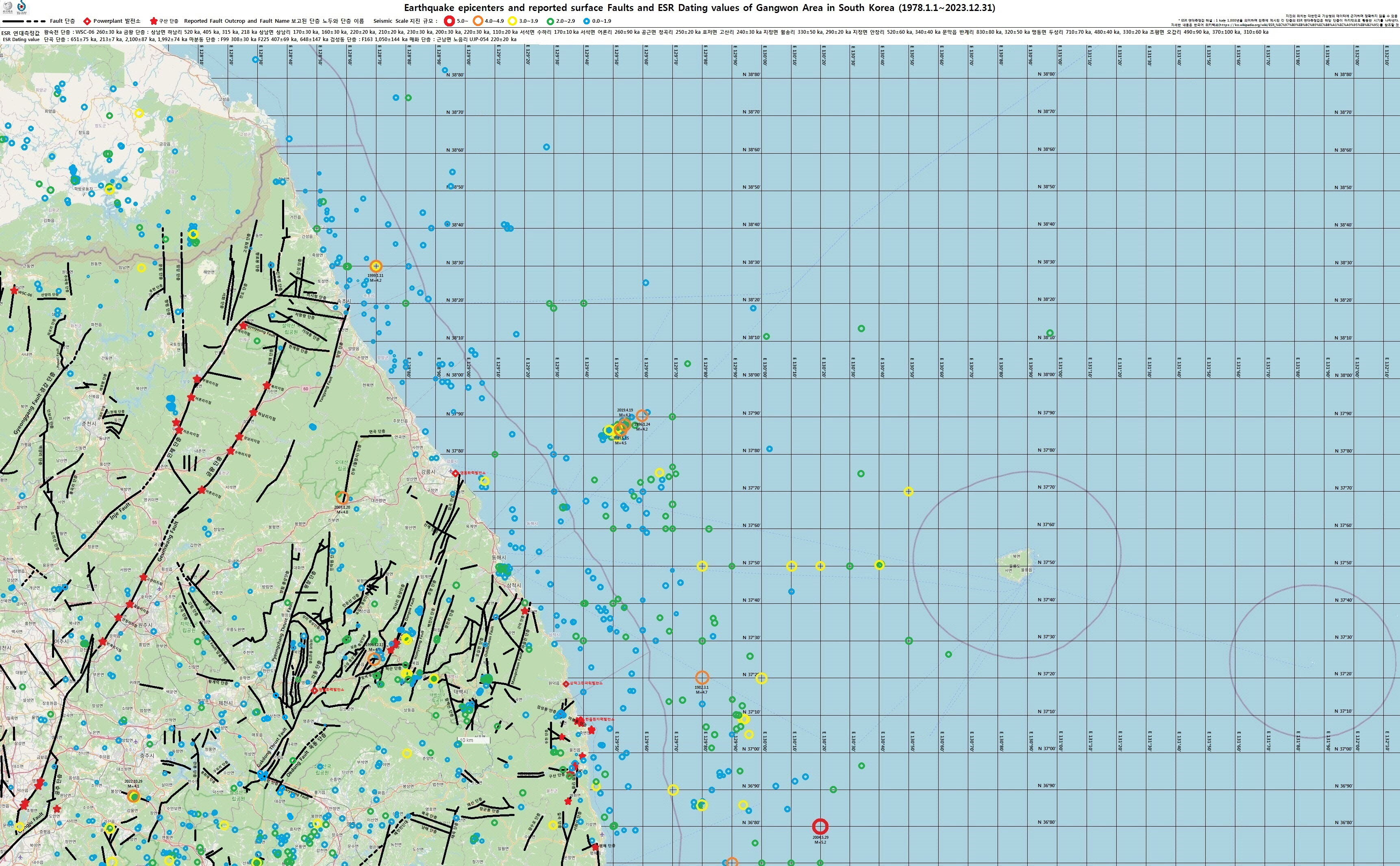

본 문서에서는 강원특별자치도 홍천군의 지질과 홍천 철광상에 대해 설명한다.

## 개요
강원특별자치도 홍천군은 전 지역이 선캄브리아기 경기 지괴/경기 육괴에 포함되어, 지질은 대부분 선캄브리아기의 편마암과 중생대의 대보 화강암으로 구성된다. 화강암의 대부분은 인제 단층과 금왕 단층 사이의 폭 20 km 정도인 지역에, 선캄브리아기 편마암류는 그 양쪽에 분포한다.
홍천군은 면적이 매우 넓어 12개 지질도폭에 걸쳐 있다. 1:5만 지질도폭 상으로, 
- 내평 지질도폭(1974) 남동부 (가리산, 화촌면 야시대리, 두촌면 천현리)
- 자은 지질도폭(1975) 남서부 (두촌면 북동부, 내촌면 북부)[2]
- 현리 지질도폭(1975) 남부 (내면 방내리 북부, 광원리 북부)[3]
- 북분리 지질도폭(1975) 남서부 (내면 명개리, 구룡령, 매복산)
- 가평 지질도폭(1974) 남동부 (장락산, 서면 북부, 북방면 서부)[4]
- 홍천 지질도폭(1975) 중·동부 (북방면 동부, 홍천읍 북부, 화촌면 서부, 영귀미면 북서부)[5]
- 풍암 지질도폭(1972) 대부분 (화촌면 동부, 두촌면 철정리, 내촌면 남부, 서석면 중·서부, 풍암 분지)[6]
- 창촌 지질도폭(1975) 대부분 (서석면 동부, 내면, 운두령, 계방산)[7]
- 오대산 지질도폭(1975) 북서부 (내면 광원리 남동부, 오대산)
- 용두리 지질도폭(1974) 북동부 (서면 남부, 대명비발디파크, 남면 서부)[8]
- 양덕원 지질도폭(1974) 북부 (남면 중·동부, 홍천읍 남부, 삼마치, 영귀미면 남서부)[9]
- 갑천 지질도폭(1989) 북부 (영귀미면 남동부, 서석면 청량리)[10]

에 해당한다. 

## 선캄브리아기편마암
홍천군 서부지역 (인제 단층 이서 지역)

### 장락층군
장락층군(長樂層群)은 홍천군 서부 장락산 및 장락산맥을 형성하는 지층으로 밑에서부터 장락 규암층, 삼산리층, 석산리층, 길곡리층 4개 지층으로 구분된다. 그 하부에 있는 용문산 호상편마암층 위에 부정합으로 놓이며 홍천군 서면의 서쪽 끝 지역인 동막리, 모곡리를 중심으로 발달하고, 남-북방향으로 장축을 갖는 타원형의 분포를 갖는 변성 퇴적분지로 보인다.

#### 장락 규암층
장락 규암층(Jangrak quartzite Formation, 長樂硅巖層)은 서면의 서쪽 끝 가평군과의 경계 지역인 장락산맥과 거의 일치하게 대상 분포하는 규암층이다. 이 지층은 바로 서쪽 가평군 설악면에 분포하는 용문산 호상 편마암을 부정합으로 덮으며, 장락층군의 기저를 형성한다. 두께는 대체로 60~100 m, 왕터산 부근에서는 300 m 이다. 장락 규암층은 전반적으로 동쪽으로 65°이상 경사한다.

#### 삼산리층
삼산리층/삼산현층(Samsanri Formation, 三山里層)은 장락 규암층 상위에 정합적으로 놓이는 지층으로서, 홍천군 내에서 장락 규암층 분포지 동쪽의 서면 (홍천군) 마곡리, 모곡리 일부 지역에 소규모 분포한다. 주로 흑운모 석영 장석편마암으로 구성된다. 암상은 다양하여 곳에 따라 흑운모편암, 흑운모 녹니석편암, 견운모(絹雲母) 녹니석편암, 점판암 등이 협재된다.

#### 석산리층
석산리층(Seoksanri Formation, 石山里層) 및 길곡리층(Gilgokri Formation, 吉曲里層)은 삼산리층 분포지역 바로 동쪽 지역인 서면 길곡리, 동막리 동남부와 중방대리 서부, 모곡리 일부 지역에 소규모 분포하는 지층으로 삼산리층(PCEsa) 상위에 밑으로부터 석산리층, 길곡리층의 순서로 정합적으로 놓인다. 석산리층은 주로 흑운모 편마암, 길곡리층은 주로 호상(缟狀) 편마암으로 구성되어 있다.

### 용두리편마암복합체
용두리편마암복합체(Yongduri gneiss complex, 龍頭里片麻巖複合體)는 홍천군 서부 지역의 기저를 형성하는 선캄브리아기 편마암류 복합체이다. 용두리 지질도폭(1974)에 의하면 퇴적층이 광역 변성 작용을 받아 형성된 준(準)편마암류이며 암상 및 변성도에 따라 화강암질 편마암, 호상흑운모편마암, 자류석편마암, 흑운모 편마암 및 편암 등으로 구분된다.
한국지질자원연구원(2024)은 홍천군 북방면 북방리 산 61-1 지역에서 용두리편마암복합체 흑운모 편마암에 대해 761.6 m 깊이로 시추공을 뚫어 암석의 지구과학적 특성을 연구하였다. 시추코어 내에서는 5개의 역단층 내지 충상단층이 확인되었다.

### 의암층군
의암층군(衣巖層群, Euiam Group)은 춘천시 남산면을 중심으로 발달하며, 용두리편마암복합체 위에 부정합으로 놓이는 일련의 변성퇴적암으로 이루어진 지층으로 밑에서부터 의암규암층, 강촌층, 구곡리층, 방곡리층, 창촌리층, 추곡리층, 동산층 7개 지층으로 나누어진다. 이중 의암 규암층과 창촌리층, 동산층이 홍천군 북방면 일대에 널리 분포한다. 이들 각 층은 하위층에 대하여 정합 또는 비(非)정합 관계이다.

#### 의암 규암층
의암 규암층(Euiam quartzite formation, 衣巖硅巖層)은 원래 춘천시 의암댐 주변에서 가장 양호한 노출을 보여 명명된 지층으로, 홍천군 내에서 서면 반곡리에서 팔봉리 소재 팔봉산을 지나, 북방면 노일리와 도사곡리를 거쳐 성동리에 이르기까지 아래로 굽은 반원형으로 좁고 길게 분포한다. 용두리편마암복합체를 부정합으로 덮으며, 지층의 두께 변화는 장락 규암층과 같이 그 기복이 심한 편이다. 본 층은 주로 유백색 내지 담갈색 규암으로 구성되며, 분포지역 전역에 걸쳐 의암층군 분지 중심을 향하여 50° 이상의 급경사를 보이고 있다. 본 규암층은 풍화에 대한 저항력이 강해 높은 산릉과 절벽 등을 이루는 경우가 많고 그 경계도 뚜렷하다. 편리의 주향과 경사는 북방면 도사곡리 부근에서 북동 30~65° 및 북서 40~60° 이고 부사원리 부근에서는 북동 60°~북서 20° 및 서 20~45°이다. 상위층인 창촌리층의 호상 편마암과는 선명한 접촉 관계를 보인다.

#### 창촌리층
창촌리층(Changchonri formation, 倉村里層)은 창촌리에서 그 이름이 유래되었으며, 홍천군 내 의암 규암층 분포지역 바로 북쪽에서 의암 규암층을 따라 서면 팔봉리에서 북방면 부사원리에 이르기까지 분포한다. 본 층을 구성하는 암석은 대부분이 호상 흑운모 편마암이며 의암 규암층에 가까이 갈수록 규암과 편암류가 많아진다.

#### 동산층
동산층(Dongsan formation, 東山層)은 의암층군의 최상위 층이고, 춘천시 동산면에서 그 이름이 유래되었으며, 홍천군 내 의암 규암층 및 창촌리층 분포지역 북서쪽인 북방면 구만리, 원소리, 역전평리, 굴지리 북서부지역에 분포한다.
홍천군 동부지역 (금왕 단층 이동 지역)

### 혼성 호상 편마암
혼성 호상 편마암(混成缟狀片麻巖)은 홍천 동부지역의 기반암을 형성한다. 이는 하나의 변성복합체(複合岩; complex)으로서 흑운모 호상 편마암을 주체로 하여 우백질 혼성암(migmatite), 화강암질암, 각섬편암, 석회암, 돌로마이트질 석회암과 규암으로 구성되며 각섬편암과 석회암을 협재한다. 편리의 방향은 층리와 거의 일치하며 일반적으로 북동-남서 방향이다. 내면의 대부분 지역에 넓게 분포한다.

### 화강편마암
화강편마암(Granite gneiss, 花崗片麻巖)은 내면 방내리 북부 지역에 소규모로 분포하는 암석이다. 지질시대는 정확히 알 수 없으나 바로 위 인제군에서 쥐라기의 흑운모 화강암에 관입당하고 있는 것을 고려할 때 최소한 쥐라기 이전이며 혼성호상편마암을 관입한 후 변성된 것으로 사료된다.

## 중생대화강암
{{본문|
대보 화강암에 속하는 쥐라기 화강암은 홍천군 중부인 인제 단층과 금왕 단층 사이의 폭 20 km 정도인 지역에 분포한다. 두 단층 사이의 지역은 거의 다 화강암류로 구성되어 있다. 이들 화강암류는 대한민국의 동북부에서 남서로 뻗는 대규모 화강암체의 분포지의 일부를 이루고 있다.
홍천군 중부지역 (인제 단층과 금왕 단층 사이)

### 흑운모 화강암
흑운모 화강암(Jurassic biotite granite, 黑雲母花崗巖)은 남서로 횡성군과 양평군 청운면에서 넘어와 금왕 단층을 따라 북동쪽으로 영귀미면 서부까지 이어지는 화강암이다.
양덕원 지질도폭(1974)에 의하면 대체로 석영, 정장석, 사장석, 흑운모오 구성되며 우백질을 나타내나 풍화되면 핑크색을 띠고, 인제 단층 남동부지역인 남면 유치리와 시동리, 신대리, 홍천읍 남동부지역, 영귀미면 일부 지역에 분포한다. 삼마치 북사면의 국도 제5호선 도로변에는 흑운모 화강암중에 주향 북동 10° 및 경사 북서 70°의 면을 갖는 뚜렷한 파쇄대가 있다.
홍천 지질도폭(1975)에 의하면 용두리편마암복합체 석영장석질편마암을 관입하며 자류석 편마암과는 인제 단층으로 접해 있다. 본 암의 주 구성광물은 석영(15%), 미사장석(20%), 사장석(25%), 정장석(10%), 흑운모(7%) 등이다. 반상 화강암을 사이에 두고 홍천읍에서 화촌면 내삼포리까지 홍천강을 따라 길게 분포하는 것과 영귀미면 신봉리 일대에 분포하는 것으로 분리되어 있다.

### 반상 화강암
반상 화강암(Porphyritic granite)은 인제 단층과 금왕 단층 사이의 대부분의 지역을 차지하는 중생대 화강암이다. 홍천읍 장전평리와 삼마치리, 영귀미면 서부 일대 개운리, 삼현리 일대, 화촌면 군업리, 주음치리, 장평리 일부지역, 내촌면 물걸리 남서부, 와야리, 서곡리, 도관리, 답풍리, 문현리, 화상대리 동부 지역에 분포한다.

### 복운모 화강암
복운모 화강암은 홍천군 영귀미면 동부에서 금왕 단층을 따라 홍천군 서석면-내촌면-인제군 상남면 경계 지역까지 길게 분포한다.
풍암 지질도폭(1972)에 의하면 용두리편마암복합체 호상흑운모편마암을 관입하고 있으며 반상 화강암(Jpgr)과 화강섬록암(Jd)에 의해 관입당해 있다. 서석면 수하리 소재 지방도 제451호선이 통과하는 아홉사리고개 부근에서는 주로 석영, 정장석, 미사장석, 흑운모, 백운모 등으로 구성되어 있다.
자은 지질도폭(1975)에 의하면 용두리편마암복합체 호상 (흑운모) 편마암을 관입하고 있고 일부 지역에서는 이 편마암을 포획하고 있다. 그리고 반상 화강암에 의해 관입당했다. 주성분은 석영, 정장석, 사장석, 흑운모 등이다.

### 지하수
(주)태백산수음료는 홍천군 화촌면 굴운리(도로명주소: 화촌면 굴운로 471 / 지번: 화촌면 굴운리 155)에 위치한 먹는샘물 생수 공장으로, 중생대 쥐라기 반상 화강암 내에 2개 취수공을 뚫어 일 215톤의 지하수를 생산한다. 이곳에서 약산게르마늄 등 3종의 제품이 생산된다.
홍천군 동부지역 (금왕 단층 이동 지역)

### 흑운모 화강암
흑운모 화강암(Jurassic biotite granite, 黑雲母花崗巖)은 홍천군 동부에서 내면 자운리와 서석면 생곡리를 중심으로 분포하며 퇴적변성암류를 관입하는 저반(底盤)이다.

## 단층
홍천군에는 북동-남서 주향의 대규모 단층인 인제 단층과 금왕 단층이 통과하며, 그 외에 소규모 단층들이 지역 곳곳에 산재한다. 

### 인제 단층
인제 단층은  홍천과 인제를 지나며 경기육괴 내부를 자르는 북북동 방향의 대규모 단층이다. 단층과 관련된 선상구조를 추적하면 강원도 고성군 죽왕면 가진리에서 인제군과 홍천군을 거쳐 양평군 청운면을 지나 용인시 처인구 고림동에까지 이르는 총 연장 100 km 이상의 단층이다. 홍천군 내에서 두촌면 자은리, 역내리, 철정리, 화촌면 구룡포리와 송정리, 홍천읍, 남면 양덕원리를 통과하며 이는 국도 제44호선 및 홍천강의 선형과 일치하는 것이다. 이 단층은 홍천군 내 지역에서 2개의 단층 노두를 보이고 있으며, 그 특징은 다음과 같다.
용두리 지질도폭(1974)에서는 용두리 편마암 복합체 내에 북동-남서 방향으로 발달하는 단층을 용두리 단층으로 명명하고, 수직 단층으로 보았다. 홍천 지질도폭(1974)에서는 홍천읍에서 북동-남서 방향으로 발달하는 단층을 홍천 단층으로 명명하였다. 이 단층은 홍천강 유역의 충적층에 의해 덮여 있고 단층에 의해 절단된 기준층(key bed; 열쇠층)을 관찰할 수 없기 때문에 이 단층의 낙차와 변위는 측정하지 못하였다. 단층선을 따라 암석 내에 매우 넓은 파쇄대가 형성되었고 단층활면(Slickenside), 단층점토, 단층각력암 등이 관찰되었다. 홍천 단층의 방향은 흑운모화강암과 용두리편마암복합체와의 경계와 평행하며 홍천단층은 화강암체의 관입과도 유관한 것으로 보여진다. 또한 화강암 내 포획암의 배열이 단층선과 평행하여 단층선을 따라 화강암이 관입하였음을 지시한다. 자은 지질도폭(1975)에서는 홍천강을 따라 북상하여 자은리에 이르며 대체로 북동 20~40° 주햐으로 발달하는 사교 수직단층으로 보고하였다.

### 금왕 단층과풍암 분지
금왕 단층은 경기 지괴 내 음성 분지에서 시작해 음성군, 홍천군, 인제군 상남면 등을 지나 설악산에 이르는 북동-남서 방향, 총 연장 170 km의 초대규모 주향 이동성 단층이다. 홍천군 내에서 영귀미면 좌운리, 서석면 어론리와 수하리를 지난다. 이 단층에 대한 여러 연구들은 금왕 단층이 제4기에 여러 차례 활동한 단층임을 보여주고 있다. 2012년의 활성단층 보고서에 의하면 홍천군 내에서 2개의 단층 노두를 보이고 있다.

### 기타 단층
- 후천 단층 : 이 단층은 원래 북분리도폭(1975)에서 보고된, 양양군 서면의 후천을 따라가는 북북동 주향의 단층이다. 이 단층은 서면 갈천리에서 남서로 더 연장되어, 홍천군 내면 광원리에서 자운천을 따라 창촌리와 자운리까지 연장되는 단층으로 보인다. 단층 존재의 근거로는 창촌리-광원리 간 계곡(자운천)을 따라 심한 교란대(攪亂)가 있으며 암질(巖質)의 급변 또는 절단이 있고 지형상으로 거의 직선적인 자운천 계곡이 발달하였으며 그 방향은 북동-남서이다. 광원리-창촌리의 자운천 계곡 동안에는 고기 하성층 단구(段丘)가 발달한다. 이러한 점으로 보아 이 단층은 비교적 연장성이 있고 서측이 낙하하고 동측이 상승한 수직 단층으로 추측된다.[7]
- 풍암도폭(1972)에서는 중생대 화강암의 관입 이후 큰 구조운동이 일어나 각처에 지구조선(tectonic fracture)과 크고 작은 단층들이 발달하며, 가구리(현, 서석면 수하리) 지역에는 소규모의 지구(graben)가 형성되어 있고 화촌면 군업리 지역에는 주향 북서 30~40°의 수직 단층이 발달되어 있다고 보고하고 있다.[6]
- 홍천도폭(1975)에서는 북방면 부사원리, 장항리 지역에 의암층군 의암 규암층을 50~300 m 절단하는 동-서 주향의 소규모 단층들이 있고, 편마암류 중에서도 도처에서 소규모의 단층들이 많이 발견됨을 보고하였다.[5]
- 양덕원도폭(1974)에서는 삼마치 북사면의 국도 제5호선 도로변에는 흑운모 화강암(Jbgr) 중에 주향 북동 10° 및 경사 북서 70°의 면을 갖는 뚜렷한 파쇄대가 있음을 보고하였다.[9]
- 백양리 단층 : 춘천시 남산면 백양리에서 남쪽으로 연장되어 홍천군 서면 마곡리와 모곡리, 중방대리를 지나 양평군 단월면의 소리산 단층으로 이어지는 남-북 주향의 대규모 단층이다. 서면 모곡리에서 동-서 주향의 모곡리 단층에 의해 동쪽으로 변위되며 단층의 변위량과 이동 상황은 알 수 없으나 상당한 것으로 추측된다.[4]
- 발산리 단층 : 춘천시 남면 발산리를 중심으로 북동-남서 방향으로 발달하는 단층으로 서면 마곡리를 지난다.[4]

## 광산과 지하자원

### 홍천 철-희토류광상
홍천 철-희토류광상은 홍천군 두촌면 천지리에서 자은리에 걸쳐 선캄브리아기의 변성퇴적암에 발달하는 철-희토류 원소 광상이다. 홍천-자은 철광상은 1959년 민간인에 의해 탐사가 시작된 후 1969년까지 국립지질조사소(현 한국지질자원연구원)와 대한광업진흥공사에 의해 자력탐사와 시추탐사가 진행되어 평균품위 약 24%의 철광을 88,500,000 M/T 확보하였다. 1994~1995년 한국지질자원연구원의 재조사 결과 희토류 원소의 함량이 매우 높아 추정 매장량만 10,000 M/T에 이르는 것으로 보고되었다.
이종혁과 이상헌(1989)에 의하면 석영-장석질편마암 내에 층상으로 발달하며 홍천강의 하상을 따라 광체가 3 km에 걸쳐 노출되어 있다. 주요 광물은 자철석이며 적철석과 황철석 및 황동석이 수반된다. 맥석광물로 석영과 방해석이 주로 산출되고 사장석, 각섬석, 흑운모, 녹니석, 백운모, 녹렴석, 금홍석이 부수광물로 산출된다. 자력탐사 결과 철 광체는 습곡에 의해 반복 노출되며 지하에서 동일 층준을 유지하며 습곡 구조에 의해 연결되어 있다. 본 철광상은 퇴적 기원으로 천해성 환원 환경 하에서 자철석과 처트 등이 퇴적되었으며 2회의 광역변성작용과 열수 용액에 의해 영향을 받은 것으로 추정된다.
김상중 외(2001)에 의하면 철-희토류광상은 선캄브리아기의 편마암류내에 맥상으로 발달하며 크게 자은광체(북부광체)와 홍천광체(남부광체)로 구분된다. 광상에서 산출되는 경제성 있는 광물로는 자철석, 모나자이트, 스트론티아나이트 및 중정석 등이 있다. 이 지역의 철-희토류 광화작용은 화성 기원의 카보나타이트에서 기원된 것으로 추정된다.
이한영 외(2002)에 의하면 홍천 철-희토류광체의 주요 구성 광물은 자철석, 안케라이트, 능철석, 마그네사이트, 스트론티아나이트이며 부 구성 광물로 모나자이트, 콜롬바이트, 인회석 아지린휘석, 황철석 황동석 중정석 등이 있다. 안케라이트는 철=희토류 광상의 주 구성 광물이며 탄산염광물 중에서 능철석과 같이 가장 많이 나타낸다. 스트론티아나이트는 스트론튬을 함유한 광물로 연분홍색을 띤다.
박중권과 이한영(2003)에 의하면 홍천 철-희토류 광상은 선캄브리아기 변성퇴적암류 내 탄산염암에 발달하며 광체의 총 연장은 2.2 km, 폭은 10~40 m이다. 탄산염광물로 자철석, 안케라이트(ankerite), 능철석, 마그네사이트, 스트론티아나이트, 산화광물로 자철석, 적철석, 콜럼바이트(Columbite), 인산염광물로 모나자이트, 인회석, 기타 황철석, 황동석과 규산염광물 등이 산출된다. 그리고 광체로부터 분리한 3개의 모나자이트에 대한 U-Pb 열이온 화질량분석(thermal ionization mass spectrometry, TIMS)을 통해  생성시기를 약 850 Ma로 추정하였다. 미량 및 희토류 원소의 양은 다음과 같다.
| 금         | 은         | 비소         | 코발트    | 크로뮴  | 세슘    | 구리     | 갈륨  | 몰리브데넘 | 나이오븀 | 니켈     | 스칸듐  | 바나듐  | 이트륨  | 아연   | 지르코늄 | 우라늄  | 토륨      |
| ---------- | ---------- | ------------ | --------- | ------- | ------- | -------- | ----- | ---------- | -------- | -------- | ------- | ------- | ------- | ------ | -------- | ------- | --------- |
| 7~300      | -          | 8~157        | >1~42     | 6~88    | 0.2~3.1 | 10~86    | 9~146 | 5~801      | 9~606    | >20~101  | 3~79    | 6~33    | 11~85   | 36~171 | 4~19     | 0.1~4.3 | 10.8~1480 |
| 란타넘     | 세륨       | 프라세오디뮴 | 네오디뮴  | 사마륨  | 유로퓸  | 가돌리늄 | 터븀  | 디스프로슘 | 홀뮴     | 어븀     | 툴륨    | 이터븀  | 루테튬  |        |          |         |           |
| 1420~52100 | 2670~83600 | 214~7130     | 654~18800 | 53~1080 | 11~196  | 43~1200  | 3~62  | 6~62       | 0.6~6    | 1.5~12.9 | 0.1~1.2 | 0.7~6.0 | 0.1~0.6 |        |          |         |           |

이한영과 류충렬(2012)에 의하면 북부, 중부, 그리고 남부의 3개 광체가 남-북 방향으로 발달하는데 지질구조 분석 결과 자은교에서 새마을교까지 북서쪽으로 완만하게 습곡축이 북서쪽으로 약 45° 침강하는 향사를 형성하며, 새마을교 서측의 약수터 부근에서는 습곡축이 북서 방향으로 약 45°침강하는 소규모의 배사를 형성하고 있다. 이 습곡구조는 서북서 주향의 단층에 의한 단층끌림의 효과도 일부 받은 것으로 추정된다. 광체와 모암인 편마암에는 소규모 습곡과 엽리가 발달하여 광화작용 이후 강력한 전단이나 습곡 작용의 존재를 지시한다. 그리고 엽리의 자세로 예측되는 습곡 구조를 따라 일부 새로운 광체가 확인되어 자은리 남쪽 지표상에서 미확인된 광체들이 중부와 남부 광체 사이에 거꾸로 된 기억자(ㄱ) 형태로 잠두하고 있을 것으로 추정하였다.
김명정과 박계헌(2013)이 광상배태 지역의 모암인 변성암류에 대한 저어콘 U-Pb 연대측정을 실시한 결과 약 1830 Ma (고원생대 오로세이라기)로 측정되었다.

## 같이 보기
- 한국의 지질
  - 경기 지괴/경기 육괴
  - 한국의 화강암
- 한국의 단층
  - 금왕 단층
  - 인제 단층
- 홍천군